# كريستينا أندرسون
كريستينا أندرسون (بالسويدية: Kristina Andersson)‏ هي متزحلقة سويدية، ولدت في 20 مايو 1965 في Frösön ‏ في السويد.

## وصلات خارجية
- كريستينا أندرسون على موقع الاتحاد الدولي للتزلج (التزلج على المنحدرات الثلجية) (الإنجليزية)
- كريستينا أندرسون على موقع أوليمبيديا (الإنجليزية)
- كريستينا أندرسون على موقع اللجنة الأولمبية السويدية (السويدية)